# Izatha rigescens
Izatha rigescens là một loài bướm đêm thuộc họ Oecophoridae. Nó là loài đặc hữu của New Zealand, ở đó nó is only known from the Wellington coast.
Sải cánh dài 17–18 mm đối với con đực. Con trưởng thành bay vào tháng 3.